# Die Inselärztin: Notfall im Paradies
Notfall im Paradies ist ein deutscher Fernsehfilm von Peter Stauch aus dem Jahr 2018. Es handelt sich um die zweite Episode der ARD-Reihe Die Inselärztin mit Anja Knauer als Ärztin Filipa Wagner in der Titelrolle. Die deutsche Erstausstrahlung erfolgte am 26. Januar 2018 auf dem ARD-Sendeplatz „Endlich Freitag im Ersten“.

## Handlung
Die Behandlung von Bo am neuen Dialysegerät läuft perfekt, Jimmy bedankt sich zum x-ten Mal bei Filipa, was ihr sichtlich peinlich ist. Das Ehepaar Martin und Steffi machen mit ihrer Tochter Charlotte Ferien im Hotel, haben aber Zoff, weil die Tochter nicht macht, was die Eltern wollen. Direktor Kulovits ist gestresst, weil es den Anschein macht, dass Andrea Richter – die ehemalige Chefköchin und heute gnadenlose Kritikerin – auftauchen könnte. Er verlangt deshalb von der jetzigen Chefköchin Rachel neue Menuvorschläge.
Bei Filipa tauchen plötzlich Inselbewohner auf, da es sich scheinbar herumgesprochen hat, dass sie kostenlose Untersuchungen macht. Mike ist auch anwesend und wimmelt seinen Vater ab, der gerade zu diesem Zeitpunkt in der Praxis auftaucht. Er zeigt ihm eine Hibiskus-Pflanze, die er aus Madagaskar mitgebracht hat und an der Lieblingsstelle seiner Mutter auf dem Berg pflanzen will. Sie soll sehr resistent sein. Sein Vater regt sich immer noch darüber auf, dass Mike nicht Farbe bekennen will, wer er eigentlich ist, sondern lieber Barkeeper spielt. Als sich Filipa bei Mike für seine Unterstützung dankt, wird sie zu einem Notfall gerufen. Martin ist plötzlich ohnmächtig geworden. Sie bringt ihn ins Krankenhaus und informiert Daniel, dass er auch kommen soll. Zum gleichen Zeitpunkt bricht auch die Chefköchin Rachel in der Küche zusammen. In der Klinik kollabiert dann auch noch Martins Frau Steffi. Daniel kommt gerade dazu und kann erste Hilfe leisten. Beide zeigen gleiche Symptome. Als dann auch noch Rachel eingeliefert wird, vermutet Filipa, dass es ein Problem in der Küche des Hotels geben muss. Sie geht sofort ins Hotel und stellt alles auf den Kopf. Emi unterstützt sie dabei. Direktor Kulovits ist darüber gar nicht erfreut. Sie versucht zusammen mit Charlotte zu rekonstruieren, was ihre Eltern seit der Ankunft vor drei Tagen gemacht und konsumiert haben. Sie finden zusammen mit dem Animateur Tom heraus, dass sie im See beim Wasserfall baden waren, während Charlotte das Wasser zu kalt war. Mike ist sich sicher, dass das Personal in seiner Freizeit auch dorthin geht, was den Zusammenhang mit Rachel erklären würde. Filipa geht mit Tom sofort hin, um eine Wasserprobe zu nehmen.
Direktor Kulovits bittet Emi, die Küche zu übernehmen, da er die Kritikerin Andrea jeden Moment erwartet. Um sie hinzuhalten, schenkt er ihr ein Gutschein für den Wellnessbereich. Als er sie fragt, wann man sie zum Essen erwarten kann, gibt sie ihm klar zu verstehen, dass sie kommt, wann sie will. Filipa bringt die Wasserproben zur Laborantin Sarah, die ihr gleichzeitig mitteilt, dass die Restaurant-Proben negativ waren. Als sie es Daniel erzählt, klärt er sie darüber auf, dass der Zusammenbruch von Rachel einen anderen Grund hat: sie hat Krebs und verweigert eine Chemotherapie. Filipa versucht sie davon zu überzeugen, dass sie sich behandeln lässt. Doch ihr ist der Beruf wichtiger. Da es Erreger im Wasser hatte, versuchen Daniel und Filipa eine Behandlung mit einem wirksamen Medikament.
Rachel taucht wieder in der Küche auf und ist überrascht, dass Emi kocht. Sie provoziert Emi so lange, bis es eskaliert. Direktor Kulovits geht schlichtend dazwischen und hält zu Emi, worauf Rachel kündigt. Die Behandlung von Martin und Steffi scheint anzuschlagen, Filipa hat deshalb Zeit, um die Patientin aus der Praxis zu besuchen. Sie fragt Daniel, ob er eventuell Medikamente abgeben könnte, er zeigt ihr das Lager mit den Waren, die bald entsorgt werden müssten, wo sie sich ab sofort bedienen kann. Die Patienten ist auch Wahrsagerin und liest Filipa aus der Hand, was sie durcheinanderbringt. Im Hotel beobachten alle gespannt, wie Andrea das Menu von Emi gefällt, sie lässt sich aber nichts anmerken. Auch als Mike ihr an der Bar noch einen Drink offeriert lässt sie sich nicht in die Karten schauen. Rachel hat sich entschieden, nun doch mit der Behandlung zu starten, da sie jetzt plötzlich Zeit hat.
Am nächsten Morgen hat sich der Zustand von Steffi und Martin verschlechtert, es waren nicht die Bakterien im Wasser, die dafür verantwortlich waren. Filipa macht sich Vorwürfe, weil sie Angst hat, etwas zu übersehen. Mike erfährt von Andrea, dass sie weiß, wer er ist und dass sie einmal eine Affäre mit seinem Vater hatte. Charlotte und Filipa suchen weiter nach der Ursache, auf dem Markt fällt Charlotte ein, dass ihre Eltern eventuell etwas von einem Stand degustiert haben. Filipa bringt deshalb Proben ins Labor. Mike konfrontiert seinen Vater mit den Aussagen von Andrea. Er weicht aber aus. Mike bricht danach auf, um die neue Pflanze auf den Berg zu bringen. Als ein Einheimischer mit seinem Sohn Hilfe von der Inselärztin braucht, kommt Direktor Kulovits dahinter, was Filipa nebenher in der Hotelpraxis macht. Er macht Jimmy dafür verantwortlich, sie bittet ihn, den Leuten zu sagen, dass sie nicht mehr in die Praxis zu kommen, sie wird zu ihnen gehen.
Im Krankenhaus stellt sich heraus, dass auch das Fleisch nicht der Verursacher ist. Als Filipa wieder ins Krankenhaus kommt erfährt sie von Daniel, dass Martin einen Herzstillstand hatte, aber gerettet werden konnte. Andrea hat eine schlechte Kritik veröffentlicht, Direktor Kulovits ahnt, dass sein Konkurrent Devereux dahintersteckt. Sie entgegnet ihm, dass sie es auch so gemacht hätte, nur um ihm zu schaden. Filipa stellt plötzlich fest, dass sich an der Hand von Steffi ein Ausschlag gebildet hat, der vorhin nicht da war. Die Ursache könnte eine Pflanze sein, die nur auf Madagaskar vorkommt. Filipa will von Charlotte wissen, ob sie bei Mike an der Bar waren. Sie macht den Hibiskus von Mike für die Erkrankung verantwortlich. Auch Mike könnte deshalb infiziert sein. Während Daniel und Sarah die beiden Patienten im Krankenhaus mit einem Gegenmittel behandeln, macht sich Filipa mit Tom auf den Weg, um Mike auf dem Berg zu finden. Gerade noch rechtzeitig finden sie ihn, er ist bereits zusammengebrochen. Sie spritzt ihm das Gegenmittel und rettet ihn damit.
Emi ist schockiert, als sie die Kritik von Andrea liest. Direktor Kulovits beruhigt sie und erklärt ihr, weshalb es nicht ihre Schuld war. Als Mike im Krankenhaus wieder aufwacht, erfährt er, was der Hibiskus verursacht hat. Kulovits erhält einen Anruf vom Krankenhaus, er kommt ans Krankenbett von Mike, wo Filipa und Tom erstaunt sind, wie Mike auf ihn reagiert und wieder wegschickt. Filipa erzählt Daniel, dass das Handyspiel, dass sie Isa gegeben hat, kein Spiel, sondern ein IQ-Test war und ergeben hat, dass sie keine schlechte Schülerin, sondern hochbegabt ist. Er bedankt sich bei ihr und küsst sie dafür. Kulovits bedankt sich bei Filipa für ihre Arbeit, auch dass sie Mike gerettet hat. Als sie von ihm wissen will, was zwischen ihm und Mike ist, schweigt er geheimnisvoll.

## Hintergrund
Notfall im Paradies wurde zusammen mit der ersten Episode Neustart auf Mauritius vom 16. Mai bis zum 17. Juli 2017 auf Mauritius gedreht. Produziert wurde der Film von der Tivoli Film in Zusammenarbeit mit der Two Oceans Production.

## Rezeption

### Einschaltquote
Die Erstausstrahlung in der ARD am 26. Januar 2018 sahen 4,33 Millionen Zuschauer, was einem Marktanteil von 14,1 % ergab.

### Kritik
Die Kritiker der Fernsehzeitschrift TV Spielfilm vergaben aus fünf Kategorien für die Spannung einen von drei möglichen Punkten, während alle anderen Kategorien keine Punkte erhielten. Das Fazit lautete: „Sonne, Pillen, kluge Sprüche: Notfall im TV“.
Tilmann P. Gangloff von tittelbach.tv vergab 3,5 von 6 Sternen und meinte, dass „der zweite Film mit Anja Knauer als Ärztin eines Luxushotels auf Mauritius ein medizinischer Krimi fast im Stil von Dr. House ist: Als sich ein Gastpaar mit tödlichen Erregern infiziert und eine Epidemie droht, wird die fieberhafte Suche nach dem Ursprung der Bakterien zu einem Wettlauf mit dem Tod“. Und weiter meint er: „Die aufwändige Bildgestaltung erinnert mitunter an die Hochglanzoptik von Kinowerbung, und einige Streifzüge durch die Hotelanlage könnten auch von der Website eines entsprechenden Fünf-Sterne-Hauses stammen.“ Auch zu Anja Knauer ist er voll des Lobes: „Ähnlich hingebungsvoll setzt der Film seinen Star in Szene: Die 38-Jährige Knauer erfüllt mit ihrer unverbrauchten Frische all die Hoffnungen, die die ARD Degeto vor zwei Jahren in Alexandra Neldel und die Reihe Einfach Rosa gesetzt hatte.“